# 쿠스코주

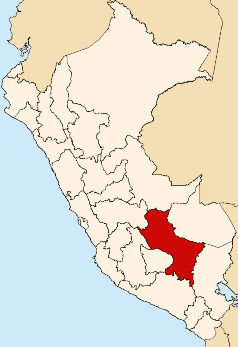
쿠스코 주의 위치

쿠스코주(스페인어: Departamento de Cusco)는 페루 남동부에 위치한 주로 주도는 쿠스코이며 면적은 71,986km2, 인구는 1,171,503명(2005년 기준)이다.
북쪽으로는 우카얄리 주, 동쪽으로는 마드레데디오스 주와 푸노 주, 남쪽으로는 아레키파 주, 서쪽으로는 아푸리막 주, 아야쿠초 주, 후닌 주와 접한다. 13개 군과 108개 구를 관할한다.

## 같이 보기
- 페루의 행정 구역